# Генриетта Катарина Нассау-Оранская
Генриетта Катарина Нассау-Оранская (нидерл. Henriëtte Catharina van Oranje; 10 февраля 1637, Гаага — 3 ноября 1708, Ораниенбаумский дворец) — нидерландская принцесса из Оранской династии, в замужестве княгиня Ангальт-Дессауская.

## Биография
Генриетта Катарина — третья дочь принца Фредерика-Генриха Оранского и его супруги графини Амалии Сольмс-Браунфельской. В 1642 году состоялась её помолвка с малолетним графом Энно Людвигом Ост-Фрисландским, которая впоследствии была расторгнута. Благодаря посредничеству мужа старшей сестры Луизы Генриетты курфюрста Фридриха Вильгельма I Бранденбургского 9 июня 1659 года в Гронингене Генриетта Екатерина вышла замуж за князя Иоганна Георга II Ангальт-Дессауского.
Княгиня Генриетта активно участвовала в жизни достаточно скромного княжества. В 1660 году она получила в личное владение деревню Нишвиц, которую в память о своей родине она в 1673 году переименовала в Ораниенбаум. Начиная с 1683 года в Ораниенбауме началось возведение городских сооружений, парка и дворца под личную резиденцию княгини. После смерти супруга в 1692 году Ораниенбаумский дворец был переоборудован под вдовьи владения Генриетты, где она и проживала вплоть до своей смерти.

## Потомки
В браке с князем Иоганном Георгом II родились:
- Амалия Людовика (1660)
- Генриетта Амалия (1662)
- Фридрих Казимир (1663—1665)
- Елизавета Альбертина (1665—1706), замужем за Генрихом Саксен-Вейсенфельс-Барбиским (1657—1728)
- Генриетта Амалия (1666—1726), замужем за Генрихом Казимиром II Нассау-Дицским (1657—1696)
- Луиза София (1667—1678)
- Мария Элеонора (1671—1756), замужем за принцем Ежи Юзефом Радзивиллом (1668—1689)
- Генриетта Агнесса (1674—1729)
- Леопольд I (1676—1747), «старый дессауец», женат на Анне Луизе Фёзе
- Иоганна Шарлотта (1682—1750), замужем за Филиппом Вильгельмом Бранденбург-Шведтским (1669—1711)